# Ordonnances sous la présidence de Charles de Gaulle
Les ordonnances sous la présidence de Charles de Gaulle sont l'ensemble des ordonnances signées par le Président de la République Charles de Gaulle durant sa présidence, qui débute le 8 janvier 1959. Les ordonnances, qui sont des mesures prises par le gouvernement dans des domaines qui relèvent normalement du domaine de la loi, sont permises par une procédure législative spécifique prévue par l'article 38.

## Liste

### 1959
| Numérotation | Titre | Sujet | Ministère | Date de signature |
| ------------ | --- | ----- | --------- | ----------------- |
| 1            | Ordonnance organisation des pouvoirs publics aux Comores |       |           | 31 janvier 1959   |
| 2            | Ordonnance droits en matière de pensions des militaires marocains et tunisiens transférés à leurs armées nationales                                                   |       |           | 3 février 1959    |
| 3            | Ordonnance la date du 01-01-1959 mentionnée dans le décret du 14-01-1958 est remplacée par celle du 01-04-1959                                                        |       |           | 3 février 1959    |
| 4            | Ordonnance complétant et modifiant l'ordonnance du 24 octobre 1958 portant loi organique relative aux conditions d’éligibilité et aux incompatibilités parlementaires |       |           | 4 février 1959    |
| 5            | Ordonnance portant modification de l'ordonnance du 7 novembre 1958 portant loi organique sur le Conseil constitutionnel                                               |       |           | 4 février 1959    |
| 6            | Ordonnance portant loi organique relative au nombre des députés à l'Assemblée nationale pour les territoires d'Outre-mer (TOM)                                        |       |           | 4 février 1959    |
| 7            | Ordonnance relative à l'élection des députés à l'Assemblée nationale représentant les Territoires d'Outre-mer (TOM)                                                   |       |           | 4 février 1959    |
| 8            | Ordonnance portant loi organique et complétant l'ordonnance du 22-12-1958 : limite d'âge du cadre d'extinction des juges de paix fixée à 68 ans                       |       |           | 4 février 1959    |
| 9            | Ordonnance organisation commune des régions sahariennes |       |           | 4 février 1959    |
| 10           | Ordonnance Ele - complétant les dispositions du Code électoral relatives au vote par correspondance                                                                   |       |           | 4 février 1959    |
| 11           | Ordonnance relative à l'élection des conseillers municipaux des communes de la métropole, des départements d'Outre-mer et d'Algérie                                   |       |           | 4 février 1959    |
| 12           | Ordonnance relative à l'élection des conseillers généraux de la Seine (banlieue)                                                                                      |       |           | 4 février 1959    |
| 13           | Ordonnance complète l'art. 27 de l'ordonnance du 07-01-1959 portant organisation générale de la défense (obligations militaires régies par la loi du 31-03-1928)      |       |           | 4 février 1959    |
| 14           | Ordonnance fonds de stabilisation des changes |       |           | 4 février 1959    |
| 15           | Ordonnance institution de l'épargne-crédit |       |           | 4 février 1959    |
| 16           | Ordonnance relative au transfert à l’État des immeubles de l'entrepôt Saint-Bernard, à Paris                                                                          |       |           | 4 février 1959    |
| 17           | Ordonnance aménagement de la gare du Maine à Paris : utilisation de certaines dépendances du domaine public ferroviaire                                               |       |           | 4 février 1959    |
| 18           | Ordonnance relative aux régimes complémentaires de retraites |       |           | 4 février 1959    |
| 19           | Ordonnance relative à l'application de l'article 78 de la loi du 1er septembre 1948 modifiée                                                                          |       |           | 4 février 1959    |
| 20           | Ordonnance relative au statut général des fonctionnaires |       |           | 4 février 1959    |
| 21           | Ordonnance relative à la situation des contrôleurs civils du Maroc et de Tunisie et des adjoints de contrôle du Maroc                                                 |       |           | 4 février 1959    |
| 22           | Ordonnance portant loi de finances rectificative pour 1959 |       |           | 4 février 1959    |
| 23           | Ordonnance relative au marché financier |       |           | 4 février 1959    |
| 24           | Ordonnance relative aux sociétés pour le développement de l'industrie, du commerce et de l'agriculture et leur adaptation à la Communauté économique européenne       |       |           | 4 février 1959    |
| 25           | Ordonnance relative à la société nationale des chemins de fer français en Algérie qui sera créée avant le 01-07-1959                                                  |       |           | 4 février 1959    |
| 26           | Ordonnance relative à la réforme du régimes de la fabrication des produits pharmaceutiques et à diverses modifications du code de la santé publique.                  |       |           | 4 février 1959    |
| 27           | Ordonnance complétant et modifiant l'ordonnance du 15 novembre 1958 portant loi organique relative à la composition du Sénat et à la durée du mandat des sénateurs    |       |           | 4 février 1959    |
| 28           | Ordonnance complétant l'ordonnance du 15 novembre 1958 relative à l'élection des sénateurs                                                                            |       |           | 4 février 1959    |
| 29           | Ordonnance modifiant certaines dispositions du Code des pensions militaires d'invalidité et des victimes de guerre                                                    |       |           | 4 février 1959    |
| 30           | Ordonnance relative à l'organisation de la région de Paris : création d'un district de la région de Paris                                                             |       |           | 4 février 1959    |
| 31           | Ordonnance relative à la radiodiffusion-télévision française |       |           | 4 février 1959    |
| 32           | Ordonnance relative au mariage contracté dans les départements d'Algérie, des oasis et de la Saoura par les personnes de statut civil local                           |       |           | 4 février 1959    |
| 33           | Ordonnance relative à la coopération agricole |       |           | 4 février 1959    |
| 34           | Ordonnance relative au contentieux administratif de la Communauté |       |           | 10 mars 1959      |
| 35           | Ordonnance relative au régime de l’émission dans la République malgache et aux Comores                                                                                |       |           | 4 avril 1959      |
| 36           | Ordonnance relative au régime de l’émission dans les États de l'Afrique de l'ouest                                                                                    |       |           | 4 avril 1959      |
| 37           | Ordonnance relative au régime de l’émission dans les États de l’Afrique équatoriale et du Cameroun                                                                    |       |           | 4 avril 1959      |
| 38           | Ordonnance relative à l’organisation et au contrôle des affrètements                                                                                                  |       |           | 4 avril 1959      |
| 39           | Ordonnance concernant le classement des hôtels et logements loués en garnis                                                                                           |       |           | 11 mai 1959       |

### 1967
Ordonnance organisant la Sécurité sociale

## Analyse
Charles de Gaulle utilise le procédé des ordonnances dès son arrivée à l'Hôtel Matignon comme dernier président du Conseil de la Quatrième République. Il demande à ses ministres de préparer rapidement des ordonnances pour la période de transition de la Quatrième à la Cinquième République ; 335 sont publiées entre juin 1958 et l'investiture le 8 janvier 1959. Une pause a lieu jusqu'à février 1959. 
Les ordonnances sont utiles au processus de décolonisation car elles permettent d'agir rapidement, sans débat à l'Assemblée nationale.